# بين والتر
بين والتر هو لاعب هوكي الجليد كندي، ولد في 11 مايو 1984 في مونتريال في كندا.

## وصلات خارجية
- بين والتر على موقع دوري الهوكي الوطني (الإنجليزية)
- بين والتر على موقع قاعة مشاهير الهوكي (لاعب أن.إتش.أل) (الإنجليزية)
- بين والتر على موقع EliteProspects.com (الإنجليزية)
- بين والتر على موقع HockeyDB.com (الإنجليزية)
- بين والتر على موقع Hockey-Reference.com (الإنجليزية)